# Pint

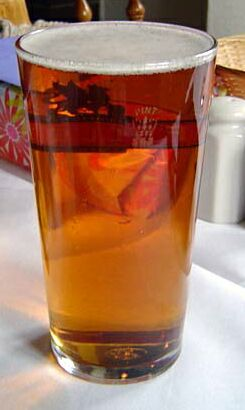
En pint real ale

Pint är ett volymmått framförallt i bruk i USA och till vardags i Storbritannien. Dock skiljer sig de båda ländernas måttenheter åt och USA har dessutom två olika typer av pint:
- 1 imperial pint (Storbritannien) = 0,568261 liter
- 1 pint (USA, våt) = 0,473176 liter
- 1 pint (USA, torr) = 0,550610 liter
- 1 pint (Schweiz) = 0,58 liter

Eftersom Storbritannien numer har övergått till metriska mått används endast pint som ett mått för öl och cider när det säljs per glas, till exempel i en pub. Fortfarande säljs också mjölk per pint, men det vanligaste är numera litermått. I många recept används fortfarande måttenheten pint i dess ursprungliga betydelse, men det blir allt vanligare att man använder metriska mått även här. I så fall används den metriska pinten på 0,5 liter.

## Historik
Ursprungligen är en pint en åttondels gallon, vilket utgjorde volymmåttet på åtta pund vete. På samma sätt definierades en gallon för många olika varor, vilket ledde till att det fanns många olika definitioner på en pint.
USA antog det engelska vinmåttet gallon (1707 definierades den som 231 kubiktum) som sitt grundläggande rymdmått för flytande varor och härifrån togs måttet för "våt pint". På samma sätt antog man det engelska sädmåttet för korn (268.8 kubiktum) som följaktligen gav måttet för "torr pint".
År 1824 beslutade brittiska parlamentet att ersätta alla gallonvarianter med en ny "Imperial gallon", baserat på tio pund (277.42 kubiktum) destillerat vatten vid 62 °F (16,7 grader °C) vilket gav den nya pinten dess mått. Officiellt är den 0,56826125 liter enligt Measurement Regulations från 1995.